# Pycnogaster sanchezgomezi
Pycnogaster sanchezgomezi is een rechtvleugelig insect uit de familie sabelsprinkhanen (Tettigoniidae). De wetenschappelijke naam van deze soort is voor het eerst geldig gepubliceerd in 1897 door Bolívar.